# Жіночі перспективи (громадська організація)
«Жіночі перспективи» — українська громадська організація з захисту прав жінок, забезпечення рівних прав та можливостей жінок та чоловіків у різних сферах суспільного життя, починаючи з 1988 р. Базується у Львові.

## Історія
Заснована 5-ма фахівчинями у різних сферах (правозахист, психологія, економіка та бізнес): Світлана Бєляєва, Любов Максимович, Ірина Трохим, Галина Федькович та Марта Чумало. Організація зареєстрована Управлінням юстиції Львівської області 6 квітня 1998 року під назвою «Західноукраїнський центр «Жіночі перспективи». Під час перереєстрації (2015) організація отримала назву «Центр «Жіночі перспективи» з метою підкреслити, що організація відображає та відстоює позиції своїх членкинь та основної цільової групи — жінок, та важливість розширення перспектив для жінок (вільних від насильства та дискримінації просторів, бізнес-можливостей та участі в політиці різних рівнів).

### Завдання
Метою «Жіночих перспектив» є захист прав жінок та забезпечення рівних прав і можливостей для чоловіків та жінок у всіх сферах суспільного життя. Цілями є:
1. Змінити закони та практику застосування законів, а також ті звичаї і традиції, які порушують гендерну рівність;
2. Забезпечити включення гендерних підходів до розробки та впровадження законів, а також урядових політик, зокрема на регіональному рівні в Україні;
3. Сприяти визнанню прав жінок як прав людини;
4. Інформувати суспільство та підвищувати обізнаність про гендерну дискримінацію та насильство над жінками, особливо найбільш вразливими групами;
5. Підвищувати рівень обізнаності жінок щодо своїх прав та забезпечувати захист їхніх прав шляхом надання юридичної, психологічної та соціальної допомоги жінкам, які є жертвами гендерного насильства та дискримінації, а також перебувають у кризових ситуаціях (переміщення, безробіття та ін.)[1];
6. Поліпшити становище жінок у процесах прийняття рішень та соціальних сферах (підприємництво, політика, наука, громадянське суспільство, прийняття рішень);
7. Розвивати мережі феміністичних ініціатив та громадських організацій в Україні.

### Філософія та діяльність
Головним принципом організації є застосування прав жінок як невід'ємної складової основоположних прав людини як основу демократії.
Важливим завданням є подолання традиційних стереотипів щодо гендерних ролей та уявлень у звичаях та звичках суспільства як передумова гендерної рівності. Дискримінація і насильство проти жінок порушують основоположні права людини. Фізичне, сексуальне чи психологічне насильство, включаючи загрози таких дій або примусу, що відбуваються в публічному чи приватному житті, порушує і суттєво погіршує реалізацію жінкою прав людини і основоположних свобод і є перешкодою для досягнення гендерної рівності. Кожна жінка в Україні незалежно від віку, місця проживання (регіону, міської або сільської місцевості), освіти, працевлаштування, релігії та інших ознак, повинна мати доступ до високоякісних послуг (соціальних, юридичних, психологічних, медичних тощо).
Діяльність організації спрямована на впровадження гендерної політики в Україні, зменшення рівня насильства, підвищення конкурентоспроможної позиції жінок на ринку праці та просування їх на прийняття рішень у різних сферах діяльності України.
Центр зосереджує свою роботу:
- На індивідуальному рівні впливу — створити ефективну комплексну систему, яка б допомогла жінці вирішити її проблеми самостійно.
- На груповому рівні — об'єднувати і посилювати жіночі, феміністичні та правозахисні організації та громадянські ініціативи в Україні.
- На суспільному рівні — привернути уваги громадськості до проблеми дискримінації жінок і вироблення ефективних механізмів її подолання.

## Пріоритетні завдання та напрямки діяльності

### Сприяння забезпеченню ґендерної рівності у всіх сферах суспільного життя та підтримка жіночого лідерства
- Сприяння впровадженню ґендерних підходів у практику діяльності державних та недержавних інституцій;
- Сприяння просуванню жінок до прийняття рішень на всіх рівнях;
- Сприяння подоланню ґендерної дискримінації на ринку праці;
- Проведення заходів з питань жіночого лідерства та забезпечення гендерної рівності для жінок та молоді;

### Протидія насильству проти жінок та домашньому насильству
- Захист прав жінок, потерпілих від насильства, та надання їм якісних комплексних послуг.
- Сприяння розширенню необхідних державних якісних (відповідних міжнародним стандартам) послуг для потерпілих.
- Сприяння покращенню захисту прав потерпілих та доступу до правосуддя,
- Сприяння застосуванню міжнародних норм прав людини у національній судовій практиці по домашньому насильству та інших форм насильства щодо жінок.
- Сприяння ратифікації Стамбульської конвенції.
- Проведення інформаційних превентивних заходів з попередження насильства щодо жінок, дітей та молоді,
- Сприяння підвищенню обізнаності з проблем домашнього насильства та насильства щодо жінок серед різних цільових груп.

### Протидія торгівлі людьми
- Захист прав осіб, потерпілих від торгівлі людьми, та надання їм комплексних якісних послуг
- Сприяння розширенню необхідних державних якісних (відповідних міжнародним стандартам) послуг для потерпілих від торгівлі людьми,
- Сприяння покращенню захисту прав потерпілих від торгівлі людьми з боку держави, застосуванню міжнародних норм прав людини при розгляді справ щодо торгівлі людьми.
- Проведення інформаційних превентивних заходів з попередження торгівлі людьми та дітьми серед різних цільових груп,
- Сприяння підвищенню обізнаності з питань реінтеграції потерпілих від торгівлі людьми серед різних цільових груп.

### Сприяння у працевлаштуванні та підприємницькій діяльності осіб, що опинилися в складних життєвих обставинах
- Захист прав осіб, права яких порушені на ринку праці, та надання їм комплексних якісних послуг,
- Підвищення обізнаності з питань працевлаштування та започаткування власної справи для осіб, що опинилися в складних життєвих обставинах,
- Проведення інформаційних заходів з працевлаштування та підприємницької діяльності для осіб, що опинилися в складних життєвих обставинах;
- Сприяння залучення осіб, що опинилися в складних життєвих обставинах, до підприємницької діяльності та започаткування власної справи,
- Консультування та супровід здійснення підприємницької діяльності осіб, що опинилися в складних життєвих обставинах та започаткували власну справу.

У 2016 році Центр «Жіночі перспективи» створив соціальне підприємство «Рукомисли». На підприємстві працюють люди, які перебувають у складних життєвих обставинах. Підприємство виготовляє вироби у техніці батику та методом валяння, а також вироби ручної роботи з масиву дерева.

### Підтримка організацій громадянського суспільства (ОГС)
- Навчання та сприяння впровадженню в практику діяльності ґендерних підходів та просування прав людини у діяльності організацій громадянського суспільства.
- Підтримка та сприяння розвитку жіночих та феміністичних та інших правозахисних громадських організацій та ініціативних груп.
- Проведення інформаційних заходів з питань розвитку організацій громадянського суспільства.
- Сприяння обізнаності з питань організаційного та програмного розвитку організацій громадянського суспільства.
- Сприяння розвитку організацій громадянського суспільства через програми грантів/безповоротної фінансової допомоги.

## Проєкти
17 червня 2017 року:
Проєкт "Українська регіональна платформа громадських ініціатив".                                                                                                                                                                                                                                                                                                    Для підтримки місцевих ОГС: 1) Зміцнення нових ініціатив та можливостей сільських ОГС; 2) Забезпечення організаційного та фінансового розвитку ініціативних та сільських ОГС; 3) Сприяння кращій взаємодії між ОГС у різних регіонах України; 4) Розвиток мереж та коаліцій  ОГС у різних регіонах України.
Забезпечення принципу гендерної рівності та недискримінації при здійсненні правосуддя в Україні.                                                                                                                                                                                                                                                              Для забезпечення належного захисту жінок від гендерної дискримінації при здійсненні правосуддя та впровадження гендерно-чутливих підходів у судовій реформі в Україні.
Захист прав жінок: правова допомога та стратегічне судочинство.                                                                                                                                                                                                                                                                                                1) Забезпечити захист прав жінок у Львівській області та сільських районах Львівської області через надання правової допомоги для потерпілих від насилства та дискримінації; 2) Покращити захист прав жінок у судовій системі через розвиток стратегічного судочинства, просування міжнародних практик з прав людини у судовій практиці; 3) Провести дослідження та проаналізувати основні проблеми щодо правосуддя та захисту жінок від насильства через аналіз справ та опитування потерпілих.
Сігрід Траст Фонд.                                                                                                                                                                                                                                                                                                                                                                                 Було проведено: 1) Юридичні та психологічні послуги для жінок, що потерпіли від домашнього насильства та іншим форм насильства та дискримінації; Юридичні та психологічні послуги для жінок-членів сімей військовослужбових, які брали участь в АТО; 2) Стратегічні та судові справи пов'язані з насильством щодо жінок в різних регіонах України; 3) Школа з захисту прав жінок; 4) Навчання та підвищення рівня поінформованості про гендерно зумовлене насильство серед дітей та молоді Львівських навчальних закладів (школи і коледжі) - тренінгові програми та семінари; 5) Тренінгові програми для покращення врахування принципів гендерної рівності та прав жінок в практиці “негендерних громадських організацій”.
Сприяння ратифікації Конвенції Ради Європи про запобігання насильству щодо жінок, домашньому насильтсву та боротьбу з цими явищами (Травень - Липень 2016 року). Проєкт був спрямований на підвищення обізнаності студентів відповідальних за попередження насильства щодо жінок згідно зі Стамбульською конвенцією та інформування громадськості про Конвенцію та необхідність її ратифікації.
8 лютого 2018 року:
Мережа громадських організацій-хабів.
Протягом 2014-2016 років “Жіночі перспективи” стала однією з 8 ОГС, які зараз виконують функцію ХАБів, створених за підтримки ПРООН. Організація оновила статус, підвищила рівень прозорості у звітуванні членам та громадськості, посилила фінансову стійкість.
14 вересня 2018 року:
Конкурс міні-грантів від ГО “Жіночі перспективи”.                                                                                                                                                                                                                                                                                                                               Мета: 1) Підсилювати новостворені ГО та ініціативні групи з вразливих груп жінок, які стикнулися з множинною дискримінацією ; 2) Збільшити спроможність діючих жіночих організацій враховуючи інтереси вразливих жіночих груп та розшити свої цільові групи; 3) Посилювати співпрацю між діючими жіночими організаціями та новоствореними громадськими організаціями; 4) Привернути увагу громадськості до проблем жінок, які перебувають в умовах дискримінації за кількома ознаками.

## Членкині
- Любов Максимович — голова організації;
- Марта Чумало — заступниця голови, психологиня;
- Галина Нечепорук — головна бухгалтерка;
- Ірина Трохим — менеджерка проектів;
- Галина Федькович — адвокатка, головна юрисконсультка;
- Юлія Скольська — бухгалтерка;
- Олена Кальбус — соціальна працівниця, менеджерка проєктів з попередження та протидії торгівлі людьми;
- Христина Кіт — юристка-адвокатка.

### Донори організації
1. IOM MOM (Міжнародна організація з міграції IOM MOM)
2. Представництво Європейського Союзу в Україні
3. ПРООН  http://www.ua.undp.org/content/ukraine/uk/home.html/ [Архівовано 3 квітня 2019 у Wayback Machine.]
4. Міністерство закордонних справ Норвегії
5. Український жіночий фонд